# Villexanton
Villexanton ist eine französische Gemeinde mit 203 Einwohnern (Stand: 1. Januar 2022) im Département Loir-et-Cher in der Region Centre-Val de Loire; sie gehört zum Arrondissement Blois und zum Kanton La Beauce. 

## Geographie
Villexanton liegt etwa 17 Kilometer nordnordöstlich von Blois am Rande der Beauce. Umgeben wird Villexanton von den Nachbargemeinden Talcy im Norden, Séris im Osten, Mer im Südosten sowie La Chapelle-Saint-Martin-en-Plaine im Süden und Westen.

## Bevölkerungsentwicklung
| Jahr                       | 1962 | 1968 | 1975 | 1982 | 1990 | 1999 | 2006 | 2014 | 2021 |
| -------------------------- | ---- | ---- | ---- | ---- | ---- | ---- | ---- | ---- | ---- |
| Einwohner                  | 242  | 215  | 180  | 181  | 162  | 198  | 216  | 199  | 200  |
| Quellen: Cassini und INSEE |      |      |      |      |      |      |      |      |      |

## Sehenswürdigkeiten
- Kirche Saint-Denis aus dem 12. Jahrhundert

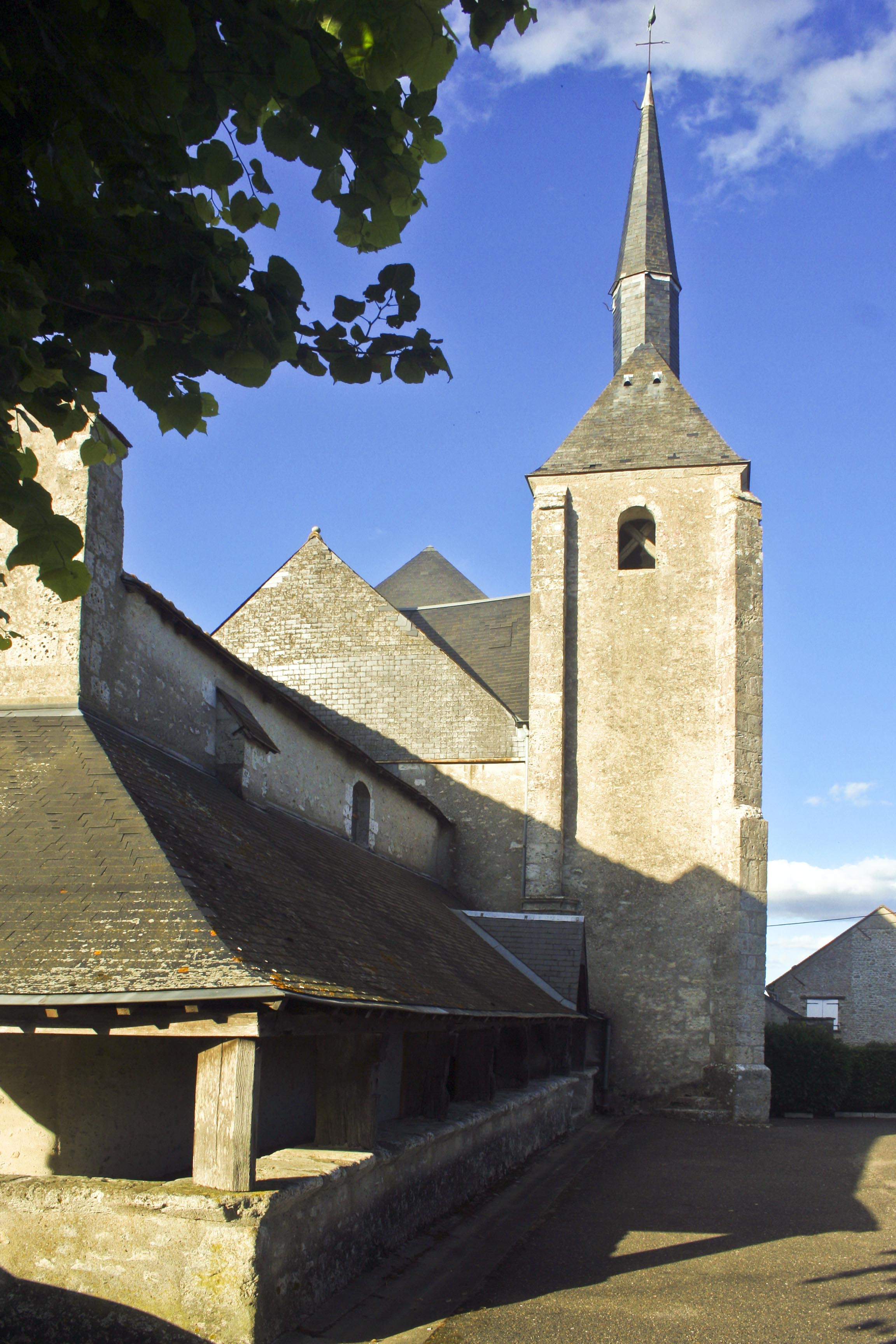
Kirche Saint-Denis